# Rothenseer Verbindungskanal
Der Rothenseer Verbindungskanal (RVK) ist eine Bundeswasserstraße der Wasserstraßenklasse Vb im Bundesland Sachsen-Anhalt, für den das Wasserstraßen- und Schifffahrtsamt Magdeburg zuständig ist. Er stellt eine Verbindung zwischen dem Mittellandkanal und der Elbe her und ist 5,34 Kilometer lang (Neukilometrierung 2010). Der Kanal dient der Schifffahrt zum Absteigen vom Mittellandkanal zur Elbe und zur Einfahrt in den Magdeburger Zweigkanal mit den Hafenbecken I und II.

## Streckenverlauf
Der 1938 in Betrieb genommene Abstiegskanal Rothensee zweigt aus dem Mittellandkanal bei km 319,95 ab und führt zum Schiffshebewerk Rothensee, das von 2006 bis 2013 stillgelegt war, nun aber wieder in Betrieb ist. Im Rahmen des Verkehrsprojektes Deutsche Einheit Nr. 17 wurde westlich davon 1997–2001 eine neue Abzweigung bei MLK-km 319,59 für die Schleuse Rothensee angelegt, um den Verkehr mit Großmotorgüterschiffen und Schubverbänden zu ermöglichen. Der neue Kanalabschnitt trifft bei km 1,27 im Unterwasser des Hebewerks auf den bisherigen Kanal. Als Rothenseer Verbindungskanal gilt nun der neue Kanalabschnitt mit der Schleuse und die anschließende Kanalstrecke bis zur Einmündung in die Elbe mit km 5,53 bei Elbe-km 333,55. Am Trennungsdamm bei km 3,96 zweigt der Magdeburger Zweigkanal mit den Häfen ab. Daneben besteht die Erste (Alte) Fahrt mit dem Schiffshebewerk mit einer Länge von 880 m.

## Karte

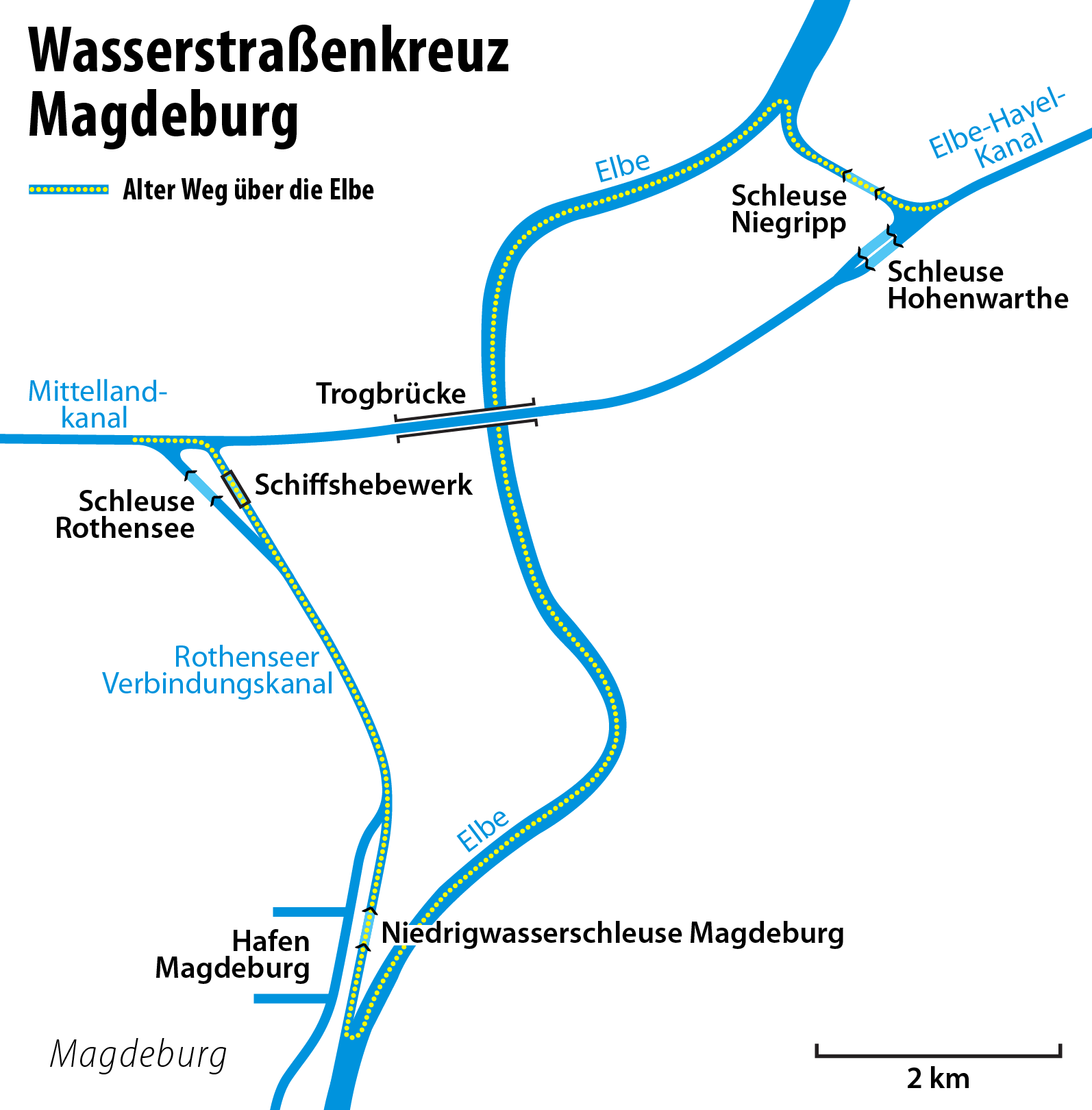

## Schleusen
Die 2001 bei km 0,65 für den Verkehr freigegebene Sparschleuse Rothensee hat drei in ihrer Höhe versetzte offene Sparbecken, eine Nutzlänge von 190 m und eine Breite von 12,50 m. Die Fallhöhe beträgt zwischen rund 11 und 18 m je nach dem Wasserstand der Elbe; sie wird sich verringern, wenn die Hafenschleuse am Ende des Kanals fertig ist.

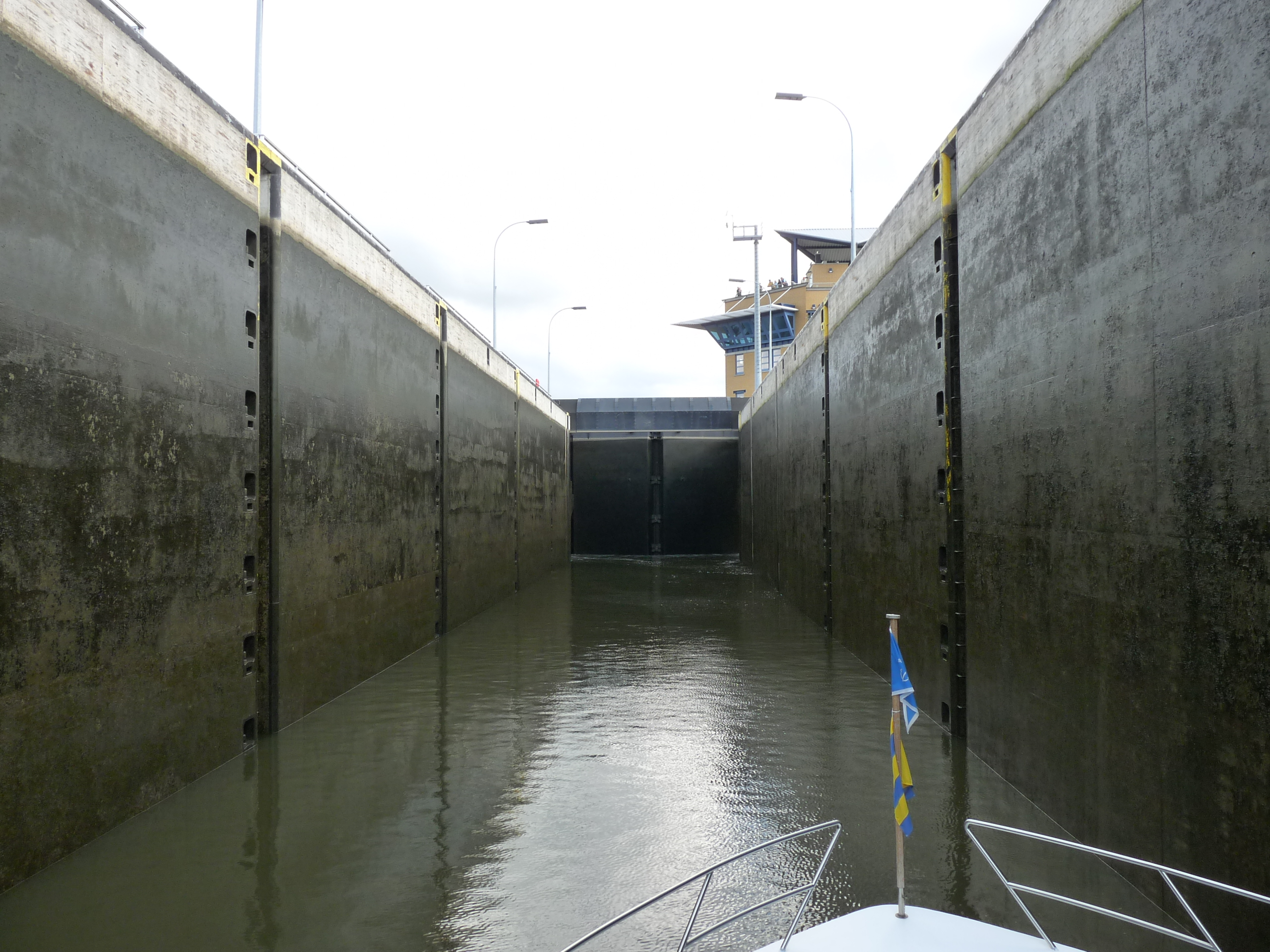
In der Schleuse Rothensee

Zur Schaffung ganzjährig ausreichender Wasserstände im Rothenseer Verbindungskanal und im anschließenden Hafenbereich, unabhängig von Elbeniedrigwasserperioden, wurde die Niedrigwasserschleuse Magdeburg, die Hafenschleuse, errichtet und Ende 2013 in Betrieb genommen. Sie liegt am Kilometer 4,76 des Kanals, hat eine Durchfahrtsbreite von 25 m und ist einschließlich ihrer Häupter 215 m lang. Nur bei niedrigen Elbewasserständen tritt die Schleuse in Funktion. Mit Hilfe eines Pumpwerks wird der Wasserstand im Hafenbereich bei Elbeniedrigwasser so geregelt, dass die Schiffe ganzjährig mit voller Tauchtiefe verkehren können.

## Brücken
Über den Kanal führen insgesamt drei Brücken. Dazu gehören die Schleusenbrücke am Kilometer 0,78 über das Unterhaupt der Sparschleuse Rothensee, die Brücke der Bundesautobahn 2 am Kilometer 1,67 und die Straßenbrücke Rothensee-Glindenberg am Kilometer 1,87 der Wasserstraße.